# Gérard Meister
Gérard Meister (ur. 4 września 1889 w Paryżu, zm. 7 listopada 1967 w Amiens) – francuski pływak z początków XX wieku, uczestnik igrzysk olimpijskich.
Wystartował na igrzyskach olimpijskich dwukrotnie. Po raz pierwszy podczas IV Letnich Igrzysk Olimpijskich w Londynie w 1908 roku wziął udział w wyścigu na 100 metrów stylem dowolnym. Tam z nieznanym czasem odpadł w rundzie eliminacyjnej. Cztery lata później podczas V Letnich Igrzysk Olimpijskich w Sztokholmie wziął udział w tej samej konkurencji. W wyścigu eliminacyjnym nr 5 z czasem 1:16,6 zajął czwarte miejsce i odpadł z dalszej rywalizacji.
Meister reprezentował barwy klubu Libellule de Paris.